# Mecometopus aulai
Mecometopus aulai är en skalbaggsart som först beskrevs av Bruch 1911.  Mecometopus aulai ingår i släktet Mecometopus och familjen långhorningar. Inga underarter finns listade i Catalogue of Life.